# LEVANGA STATION
『LEVANGA STATION』（レバンガ ステーション）は、エフエム北海道（AIR-G'）で放送されているレバンガ北海道をはじめとしたバスケットボール事情を取り上げるスポーツ番組。放送時間は毎週土曜 7:30 - 8:00 （日本標準時）。
番組ではレバンガ北海道の最新情報に加え、所属選手及び関係者をゲストに招いてトークを展開する。
オフィシャルクラブスポンサーのひとつである萩原司法書士法人の単独提供であるが、提供クレジットは「萩原司法書士法人はレバンガ北海道を応援しています」とアナウンスされる。